# Форт-Лодердейл Страйкерз
Форт-Лодердейл Страйкерз (англ. Fort Lauderdale Strikers) — професіональний футбольний клуб з Форт-Лодердейла (США), що є учасником Північноамериканської футбольної ліги –  футбольного дивізіоні 2-го рівня США і Канади. «Форт-Лодердейл» грав у NASL з першого сезону від заснування цієї ліги, проте у сезоні 2017 року клуб, хоча юридично продовжує існувати, але не грає у чемпіонаті. Причиною цього є фінансові проблеми.

## Історія
Заснований у 2006 році як Футбольний клуб «Маямі». З 2006 по 2009 рік виступав у USL-1. У різні роки протягом цього періоду в команді грали такі відомі гравці, як бразильці Ромаріо, Зіньйо і Жуніор Байяно.
З 2010 року команда переїхала до Форт-Лодердейла, де проводила матчі на «Локгарт Стедіум», а також отримала нову назву — футбольного клубу, що існував у Форт-Лодердейлі з 1977 по 1983 рік. За час виступів у NASL «Форт-Лодердейл Страйкерз» двічі був фіналістом плей-оф. У 2014 році частку у власності клубу придбав відомий бразильський футболіст Роналдо.
За повідомленнями американських ЗМІ, основний власник Пауло Сессо припинив фінансувати клуб з 1 вересня 2016 року. Сезон 2016 року клуб дограв, отримуючи фінансування від ліги, а у 2017 році не був заявлений до участі. У 2017 році тривали судові процеси щодо стягнення фінансових боргів з клубу. Також права на назву «Форт-Лодердейл Страйкерз» виставлені на продаж